# Уложенная комиссия

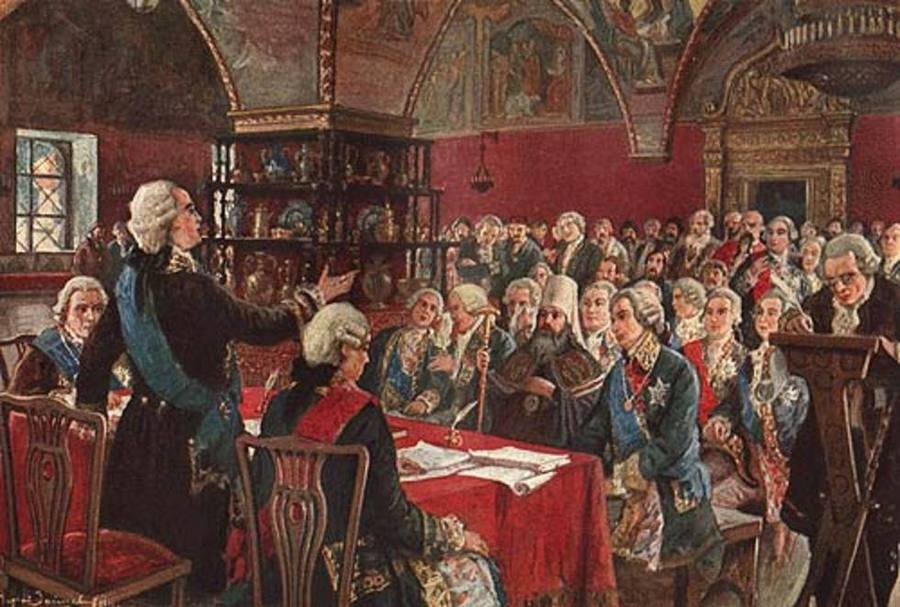
Екатерининская комиссия 1767 г.

Уложе́нные коми́ссии — временные коллегиальные органы в России XVIII века, которые созывались для систематизации законов, вступивших в силу после принятия Соборного уложения 1649 года. Всего было семь таких комиссий. Наиболее масштабная и значимая из них, фактически собрание сословных представителей, была созвана Екатериной II в 1767 году.
Уложенные комиссии придавали российскому абсолютизму видимость сословно-представительной монархии, что соответствовало мировоззрению Екатерины II как просвещённого монарха.

## История
Уложение царя Алексея Михайловича очень скоро после своего издания далеко отстало от жизни, из-за появления множества новых законодательных норм. Поэтому возникла необходимость в переработке старого или в составлении нового уложения, и в XVIII веке, начиная с эпохи Петра I, правительство неоднократно пыталось удовлетворить эти потребности путем созыва специальных Комиссий.
В 1700 году Пётр I поручил составленной из бояр, окольничих, думных дворян и дьяков палате свести Уложение 1649 года с вновь накопившимся законодательным материалом и составить таким путем новоуложенную книгу. Палата проработала три года, но затем была распущена, и результаты её работ остались неопубликованными.
В 1714 году была учреждена для той же цели новая Комиссия, в свою очередь также не давшая серьезных результатов. В 1718 году Пётр распустил её, придя к мысли составить новое уложение на основании не только русских, но и иностранных (главным образом шведских и датских) законов. Для этого он в 1720 году создал Комиссию из пяти россиян и трёх иностранцев. Она просуществовала до воцарения Петра II (состав её несколько раз изменялся), и исчезла, не принеся заметной пользы.
При Петре II правительство вновь вернулось к мысли составления уложения путем свода наличных русских законов, но вместе с тем попыталось облегчить себе эту задачу, привлекая к ней выборных заседателей от общества. В 1728 году Верховный совет приказал выслать в Москву для участия в работах новой Комиссии по пять человек из офицеров и дворян от каждой губернии „за выбором от шляхетства“. Выборы оказались неудачными, и в 1729 году были назначены новые. Избранные на этот раз лица съехались уже в царствование Анны Иоанновны и, по видимому, были ею и распущены.
Но правительство не оставляло ни мысли о составлении нового уложения, ни намеченного пути такого составления. Указ 1730 года предписал определить для этой цели добрых и знающих людей, „выбрав из шляхетства, и духовных, и купечества“, с тем, впрочем, чтобы последние принимали участие в обсуждении только специально касавшихся их вопросов. Но большинство выборных не съехалось, и правительство, распустив немногих приехавших, оставило в Комиссии лишь чиновников. В этом составе она просуществовала до середины 1740-х, не дав опять-таки заметного результата.
В 1754 году правительство Елизаветы назначило новую Комиссию из 8 лиц. Кое-какие работы по кодификации законодательства были выполнены ею, но утверждения императрицы они не получили. В 1760 году эта Комиссия обратилась в сенат с предложением призвать для участия в составлении уложения выборных от разных классов населения. Предложение это было принято, и сроком явки выборных в Санкт-Петербург назначено было 1 января 1762 года. Выборные и на этот раз съезжались очень медленно, и даже воцарение Екатерины II не застало всех их в сборе. Вместе с тем и участие их в работах Комиссии было не значимо, и в 1763 году выборные были, по их собственной просьбе, распущены по домам.

### Комиссия 1767 года
В эпоху Просвещения высшие классы не могли не сознавать, что свод законов, принятый земским собором в середине XVII века, задолго до петровских преобразований, безнадёжно устарел. На повестке дня стоял вопрос принятия нового уложения. Манифестом Екатерины II от 14 декабря 1766 года представители разных сословий призывались «не только для того, чтобы от них выслушать нужды и недостатки каждого места, но допущены они быть имеют в комиссию, которой мы дадим наказ, для заготовления проекта нового уложения к поднесению нам для конфирмации».
Мысль о созыве подобной комиссии принадлежала всецело самой императрице и навеяна была чтением западноевропейских писателей, в особенности сочинения Монтескьё «О духе законов». В руководство комиссии был написан императрицей Большой Наказ, в самых общих, подчас даже туманных чертах намечавший те вопросы, которые, по мнению императрицы, должны быть разрешены созываемой комиссией. Многие из намечаемых вопросов прямо были заимствованы из Монтескьё и Беккариа.
Императрицу много занимал вопрос о составе комиссии, и план, составленный князем Вяземским, обер-прокурором Всеволожским, генерал-рекетмейстером Козловым и Кузьминым, был значительно видоизменен Екатериной II. По процедуре выборов, депутатов должны были прислать отдельные сословия: дворяне, горожане, казаки и свободные сельские обыватели. Духовенство не имело в комиссии депутатов, и митрополит Димитрий (Сеченов) был представителем синода, а не духовенства, как были представители и других государственных учреждений: сената, коллегий и пр.
Это резко отличает состав комиссии от состава земских соборов, где духовенство занимало первенствующее значение. Практика, впрочем, представляет и обходы процедуры выборов: в Угличе, например, духовенство принимало участие в выборах и составлении наказов. В Санкт-Петербурге и Москве выборы были всесословными, и последние — не без ведома императрицы. Представителями столиц явились, таким образом, высокопоставленные лица вместо горожан. Такие выборы были исключениями; обыкновенно депутат от города избирался городскими обывателями — купцами, цеховыми ямщиками, канцелярскими чиновниками и пр. Иные города присылали больше депутатов, чем полагалось по процедуре; зато бывали, правда — сравнительно редкие, случаи, когда обыватели старались как-нибудь отделаться от посылки депутатов (Борисоглебская слобода Ярославской губернии), или совсем их не посылали (уезды Масальский, Кологривский, Цивильский, Звенигородский и др.).
По счёту профессора Латкина, вся комиссия состояла из 564 депутатов, из которых 28 были от правительства, 161 от дворян, 208 от горожан, 54 от казаков, 79 от крестьян и 34 иноверца. Представителями дворян были, по преимуществу, военные (109 человек), горожан — купцы (173 человека), а затем мещане, секретари магистратов, духовных правлений и пр.; малорусские города присылали даже казаков, сотников, полковых писарей и пр. Сельское население и казаки присылали депутатов из своей среды; депутаты иноверцы (татары, башкиры, черемисы и пр.), большей частью, не знали русского языка, и им было разрешено выбрать в помощь особых «опекунов», знающих русский язык.
Избиратели должны были заявить через депутатов о своих «нуждах и недостатках»; поэтому депутат снабжался особым наказом, на составление которого, по обряду выборов, полагался довольно короткий срок — три дня. Составление наказа велось под руководством выборного представителя сословия. Издаваемые в «Сборнике Императорского Исторического Общества» наказы показывают, что население, большей частью, отнеслось очень серьёзно к своим задачам, и наказы, поэтому, являются важным материалом не только для изображения «нужд, желаний и стремлений в эпоху Екатерининской комиссии», но также и для истории русского государственного строя в XVIII веке.

Таких наказов, как наказ муромских дворян, заявивших, что они нужд и отягощений не знают, очень немного. Они являются, во всяком случае, исключениями. Депутаты привозили иногда по несколько наказов. Так, депутат Архангелогородской провинции Чупров привёз 195 наказов, а два депутата от 2-х других провинций Архангелогородской губернии привезли 841 наказ. Вообще число наказов значительно превышает численность депутатов. На 161 дворянского депутата имеется 165 наказов, на 208 городских — 210, на 167 крестьянских, считая казаков и иноверцев — 1066 наказов. Выборы и составление наказов, по большей части, происходили свободно, без видимого давления администрации. Только в Малороссии генерал-губернатор Румянцев оказал давление на избирателей, когда те захотели внести в наказ просьбу об избрании гетмана. Екатерина, впрочем, не разделяла опасений Румянцева. 

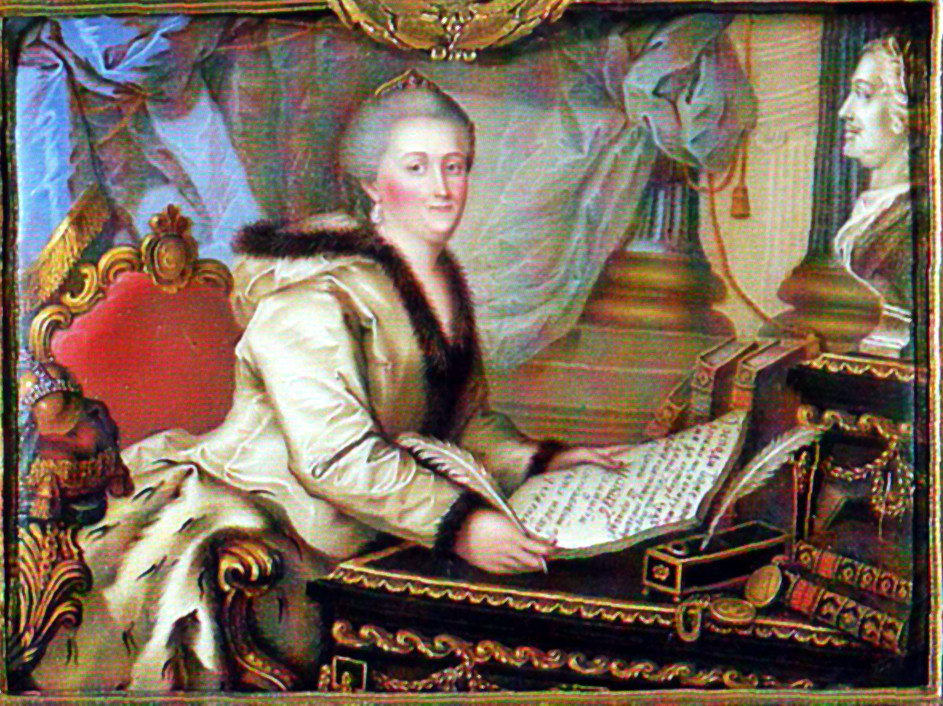
Екатерина Великая с текстом «Наказа» в руках

31 июля 1767 года состоялось открытие комиссии, под председательством генерал-прокурора. В этом же заседании был избран маршал (председатель) комиссии. Из трёх представленных кандидатов Екатерина утвердила А. И. Бибикова. Маршалу принадлежала руководящая роль в собрании: он назначал заседания, вносил предложения, ставил их на голосование. Кроме маршала никто из членов не имел права вносить предложения. В случае равного разделения голосов маршалу принадлежало их два. Столько же голосов принадлежало и генерал-прокурору, который присутствовал в комиссии и с которым маршал должен был совещаться о делах. Дела вообще решались по большинству голосов.
Для разработки отдельных вопросов общая комиссия избрала 15 частных, из 5 человек каждая. Кроме них действовали ещё 4 комиссии. Главнейшей из них, предписанной даже наказом, была дирекционная, которой принадлежало руководящее начало в деятельности всех комиссий. Членами её были утверждены императрицей все лица из высшей знати, хотя в числе представленных комиссии кандидатов были и четыре горожанина.
Затем следует комиссия сводов, задача которой состояла в собирании законов по разным предметам; комиссия наказов занималась извлечением инструкций из депутатских наказов и, наконец, экспедиционная комиссия заведовала исправлением слога во всех законодательных проектах. Члены всех этих комиссий могли принимать участие в прениях и комиссии общей; в деятельности своей они должны были руководствоваться большим наказом, наказами депутатскими и действующими законами.
Работы частных комиссий не были приведены в тесную связь с работами общей комиссии, а потому случилось, например, что когда был внесён в общую комиссию проект прав благородных, оказалось, что она ещё не приступала к обсуждению дворянских наказов. Работы общей комиссии отличались вообще случайностью и отсутствием системы. В. И. Сергеевич приписывает это полной неподготовленности к делу руководителей комиссий и, в частности, Бибикова.
Например, 8 первых заседаний комиссии были посвящены чтению большого наказа, обряда управления и определению о поднесении Екатерине II титула «великой, премудрой, матери отечества»; затем с 8 по 15 заседание прочли 12 крестьянских наказов, 10 заседаний было посвящено чтению законов о правах благородных, потом перешли в продолжение 36 заседаний к чтению законов о купечестве и т. д. Никакого голосования не происходило, и заседания комиссии отличались, вследствие этого, полной бесплодностью.
Это не укрылось от императрицы. Её разочарованию в комиссии следует приписать то обстоятельство, что с 10 июня 1768 года комиссия собирается вместо пяти четыре раза в неделю, в августе и сентябре было только по 7 заседаний, а 6 октября маршал объявил, что впредь комиссия будет собираться только два раза в неделю. Наконец, 18 декабря 1768 года маршал объявил, что ввиду того, что многие депутаты должны отправиться к войску на службу, по случаю объявления войны Турции, комиссия распускается впредь до созыва вновь; члены же частных комиссий должны продолжать свои работы.
Военные действия против Турции не были только предлогом для роспуска комиссии. Многие депутаты принадлежали к военному сословию и ещё раньше маршальского объявления просились в армию. Во время турецкой войны комиссия все ещё считалась существующей. Заседания её отсрочивались сначала до 1 мая, затем до 1 августа и 1 ноября 1772 года, наконец, до 1 февраля 1773 года «Уложенная комиссия» упоминается ещё в 1775 году в числе учреждений, прибывших вместе с императрицей из Санкт-Петербурга в Москву. Таким образом комиссия, с такой помпой созванная, так и не была распущена, а просто была забыта. Следы её работы носит изданное в 1775 году Учреждение о губерниях.